# 夜明けの口笛吹き
『夜明けの口笛吹き』（よあけのくちぶえふき、原題：The Piper at the Gates of Dawn）は、1967年に発表されたピンク・フロイドのデビュー・アルバム。発売時の邦題は「サイケデリックの新鋭」というタイトルであった。
タイトルは、ケネス・グレアムの児童文学作品『たのしい川べ』の第7章の題名から拝借したものである。そこに登場しているのはギリシア神話の神・パーンで、「口笛吹き」ではなく「パンパイプ吹き」として描かれている。
アルバム収録曲の11曲中8曲をシド・バレットが作った。そのため、後の傑作『狂気』（1973年）や『ザ・ウォール』（1979年）のような音楽性とは大きく異なる。このアルバムのレコーディング時に、シドは過度のドラッグ（LSD）摂取により、正常な状態ではなかったが、バンドはシドを中心として何とか制作を乗り切った。デビュー作としては上々の全英6位を記録した。
童話をもとにした幻想的・抽象的な歌詞と、トリップ感の漂うサウンドが見事に合致している。「天の支配」「マチルダ・マザー」のように独自の世界観を描いた佳作が並ぶ。また、シドはコンポーサーとしてだけではなく、ボーカリストやギタリストとしても実力を発揮している。「星空のドライブ」は、ライブでは30分以上にわたって演奏が繰り広げられたという。
ポール・マッカートニーが本作のレコーディングの様子を窺いに来た際に演奏を耳にして、「彼らにはノックアウトされた」と語ったという逸話がある。
それでも、アンダーグランド時代から交友のあったピート・タウンゼントは、「ライブでの本来の力が発揮されていない」と、コンパクトにまとめようとしたプロデューサー側の制作方針を批判している。
2007年、ステレオ版とモノラル版の双方を同梱し、「アーノルド・レーン」、「シー・エミリー・プレイ」など、同時期のアルバム未収録曲や未発表音源を収録したディスクも収めた40周年記念盤（3枚組）が発売された。
『ローリング・ストーン』誌が選んだ「オールタイム・グレイテスト・アルバム500」と「オールタイム・ベスト・デビュー・アルバム100」において、それぞれ253位と47位にランクインした。

## 収録曲
- 表記のないものは作詞・作曲：シド・バレット

サイド1
1. 「天の支配」 - "Astronomy Domine"
2. 「ルーシファー・サム」 - "Lucifer Sam"
3. 「マチルダ・マザー」 - "Matilda Mother"
4. 「フレイミング」 - "Flaming"
5. 「パウ・R・トック・H」 - "Pow R. Toc H."（バレット、ウォーターズ、ライト、メイスン）
6. 「神経衰弱」 - "Take Up Thy Stethoscope And Walk"（ウォーターズ）

サイド2
1. 「星空のドライブ」 - "Interstellar Overdrive"（バレット、ウォーターズ、ライト、メイスン）
2. 「地の精」 - "The Gnome"
3. 「第24章」 - "Chapter 24"
4. 「黒と緑のかかし」 - "Scarecrow"
5. 「バイク」 - "Bike"

## パーソネル
ピンク・フロイド
- シド・バレット (Syd Barrett) - エレクトリックギター (1–7、9–11)、アコースティックギター (4、5、8、10)、パーカッション (4)、ボーカル
- ロジャー・ウォーターズ (Roger Waters) - ベース、スライド・ホイッスル (4)、パーカッション (4)、ゴング (9)、ボーカル
- リチャード・ライト (Richard Wright) - オルガン (1–7、9–10)、ピアノ (2、5、11)、タック・ピアノ (4、11)、ハモンドオルガン (3、4)、ハーモニウム (9、11)、チェレスタ (8、11)、チェロ (9、10)、ロウリー・オルガン (4)、ヴィブラフォン (8)、ホーナー・ピアネット (9)、ヴァイオリン (11)、パーカッション (4)、ボーカル
- ニック・メイスン (Nick Mason) - ドラム (1–7、11)、パーカッション (2、4、5、8–11)